# Ерик Придс
Ерик Шеридан Придс (енгл. Eric Sheridan Prydz, IPA:  ; Стокхолм, 19. јул 1976) шведски је ди-џеј и музички продуцент.
Одрастао је уз музику осамдесетих и деведесетих, тачније синт-поп, чији утицај се може и чути у његовим песмама. Као један од најутицајнијих бендова наводи Депеш моуд, са којима је успео чак и да оствари сарадњу. Поред родног Стокхолма, дуго је живео и радио у Лондону, да би се 2012. године са породицом (супругом Софи и ћерком Лејом) преселио у Лос Анђелес. Тамо је 2013. године рођен његов син Елиот.
Ерик Придс је наступао на фестивалу Егзит 2006, 2007, 2009., 2013. и 2023. године. Такође је гостовао у Београду 2008. и 2011. године.

## Алијаси
Придс користи неколико уметничких псеудонима, међу којима су најпознатији Прајда (енгл. Pryda) и Сајрез ди (енгл. Cirez D) док остале користи приликом експериментисања са другим музичким жанровима.
Док се Pryda лако може повезати са његовим презименом (Pryda ~ Prydz), Cirez D је мало теже било схватити док он сам није разрешио мистерију - једноставно треба читати слово по слово његовог презимена и имена уназад и занемарити прва, односно последња три слова (Prydz Eric = pryD ZERIC).

## Продуцентске куће
Придс је власник три продуцентске куће: Pryda Recordings, Mouseville Records и Pryda Friends. Pryda Friends резервисана је за све извођаче сем њега самог, а ту спадају и његови пријатељи (Felix da Housecat, Paolo Mojo, Digitalism, Andre Sobota, Richard Knott итд.), а посебно ученици Fehrplay и Jeremy Olander. Најпознатија његова продуцентска кућа свакако је Pryda Recordings, којој приписује све песме које издаје под уметничким именом Pryda. Под тим именом, Придс прави углавном хаус, прогресив и сличну музику коју назива својом "светлијом страном". Са друге стране, ту је продуцентска кућа Mouseville Records, такође у његовом власништву, преко које представља песме које ствара под алијасом Cirez D (његовом "мрачном страном"). Под овим именом, Придс избацује песме које су махом чист техно, или слични електронски жанрови.

## EPIC Radio Show (music podcast)
Поделу на светлу и мрачну страну своје музике често спомиње у својој радио емисији "EPIC Radio Show" која је први пут емитована 15.05.2012. Све емисије су бесплатне за скидање и могу се пронаћи на iTunesPlayer-у, али и на Ериковој SoundCloud страници, као и на Youtube-у. У почетку, план је био да објављује по једну емисију на сваких месец дана, међутим, због многих обавеза у студију, као и због турнеја, обожаваоци су приморани да чекају и по три месеца.
Како и сам наглашава, овим пројектом добио је прилику да пушта музику коју углавном не може да пушта на концертима, али и прилику да испроба своје нове песме пред највернијим обожаваоцима које још увек није објавио.

## EPIC LIVE CONCERT
EPIC (Eric Prydz In Concert) је концепт који је Ерик коначно успео да спроведе у дело 2011. године. Први концерт одржан је другог априла у О2 академији, Брикстон, шири Лондон. Други концерт одржао је исте године 26. новембра у палати Александра, која се такође налази у Лондону.
Након ова два концерта, Придс прави паузу и сели се у САД. 2013. поново активира овај пројекат, али му даје другачију ноту и назив: EPIC 2.0. Уследила су четири концерта у склопу ове северноамеричке турнеје: два у Њујорку (19. и 20. октобра), један у Лос Анђелесу (9. новембар) и на крају, велика завршница у Чикагу (29. новембар). EPIC 3.0, највећи Ериков наступ у каријери, одржан је 27. септембра 2014. у Медисон Сквер Гардену у Њујорку. Том приликом постављен је највећи холограм у затвореном простору икада направљен, ширине око 20 метара.

## Eric Prydz presents Pryda Album
Дуго спомињани албум, како од стране обожавалаца, тако и од стране самог Придса, угледао је светлост дана 18. маја 2012. На том албуму, на три диска, нашло се 13 песама, уз бонус песму "Tijuana" и два ретроспективна микса којим је обухватио своја најбоља издања.

## Eric Prydz Artist Album - PRYDA 10
Иако испрва најављиван за 2014, након Нове године уследило је Ериково чувено "soon" за датум изласка албума. Међутим, албум ће коначно угледати светлост дана у 2016. години. У склопу промоције новог албума, Ерик је одлучио да "почасти" своје фанове са 3 ЕР издања (један ЕР месечно - 6. јула, 10. августа и 21. септембра) са укупно 22 композиције, након чега ће уследити албум са још нових песама. Све песме у оквиру PRYDA 10 издања датирају из периода од јануара 2004. до децембра 2014. године.

## Essential Mix (BBC Radio 1)[7]
Надалеко позната емисија коју води Пит Тонг (Pete Tong) под називом The Essential Mix има сврху да промовише талентоване ди-џејеве из целог света, а поготово оне мање познате широј јавности. Сваки ди-џеј има два сата на располагању да се представи путем своје или музике коју пушта на својим сетовима.
Како је и сам Пит Тонг нагласио у Ериковом фебруарском миксу за 2013. годину, Придс је добро познато име у овој емисији. Од 1993. године када је први пут емитована, Ерик Придс је презентовао своју музику девет пута:
1. 13.03.2005.
2. 04.03.2007.
3. 24.08.2008. (5-hour special live from Creamfields)
4. 08.08.2009. (Live At Privilege, Ibiza)
5. 02.01.2010. (Ministry of Sound 2010 New Year's Eve party at the O2 Arena)
6. 02.09.2011. (Radio 1 at Creamfields)
7. 02.02.2013.
8. 04.08.2013. (Radio 1 Ibiza Weekend - 4 Hour Special Live from Cream @ Privilege)
9. 03.01.2015. (Eric Prydz X Jeremy Olander - прва b2b епизода Essential Mix-а)

Ериков фебруарски микс из 2013. године проглашен је за микс године чиме је постао 16. носилац ове титуле која се нередовно додељује од 1995. године.

## Дискографија[8]
Први мега-хит који Придс објављује јесте "Call Оn Me" из 2004. године, а за коју му је као инспирација послужила песма Стива Винвуда (Steve Winwood) - "Valerie". Следећи хит био је "Proper Education" из 2006. године. Група Pink Floyd дала му је дозволу да обради њихову антологијску песму "Another Brick in the Wall, Part 2", што је Придс одлично искористио да се пробије на светску музичку сцену створивши њену модерну верзију.
Након овог успеха, Придс је престао да издаје комерцијалне песме концентришући се строго на стварање сопственог стила. 2008. године, издао је песму "Pjanoo", прво за Pryda Recordings, а затим и за Ministry of Sound's Imprint Label, Data Records. Ова песма постала је светски мега-хит и тако сврстала Придса у сам врх музичке индустрије.
2011. године, Ерик објављује два микса песама групе Depeche Mode. Важно је напоменути да је он један од ретких продуцената који је добио званичну дозволу од ове групе да ремиксује неколико њихових издања. Он је то учинио са песмама Personal Jesus и Never Let Me Down Again. Обе песме су доживеле велики успех, нарочито Personal Jesus, за коју је направио чак и "Personal Edit".
Још један хит у низу је и песма "Every Day" коју је издао 2012. године и која је постала својеврстан симбол због свог текста ("If every day goes like this, how do we survive? // We're working late on the night shift to get peace of mind.").
Две године касније, Придс издаје нови летњи сингл "Liberate", да би наредне, 2015. године, уследила 3 нова - "Tether" (ремикс песме групе CHVRCHES), "Generate" (чији назив је послужио и за северноамеричку турнеју) и "Opus" (који је избацио у склопу увода за албум који ће објавити наредне године).

### Албуми
- Eric Prydz presents Pryda

(Издато: 18. maj 2012. / Продуцентска кућа: Virgin Records)
| Disc 1                         | Disc 2 (Retrospective Mix 1) | Disc 3 (Retrospective Mix 2)   |
| 01. Shadows                    | 01. Lesson 1                 | 01. The End                    |
| 02. Agag                       | 02. Miami to Atlanta         | 02. RYMD                       |
| 03. Beyond 8                   | 03. Genesis                  | 03. Waves                      |
| 04. Javlar                     | 04. Rakfunk                  | 04. Emos                       |
| 05. Sunburst                   | 05. Europa                   | 05. Viro (Eric's Intro Edit)   |
| 06. Hardrock Lausanne          | 06. Aftermath (Eric's Edit)  | 06. Glimma                     |
| 07. You                        | 07. Frankfurt                | 07. Juletider                  |
| 08. SW4                        | 08. Armed                    | 09. With Me                    |
| 09. Leja                       | 09. Reeperbahn               | 09. 2Night                     |
| 10. Mighty Love (Instrumental) | 10. Muranyi                  | 10. Melo (Eric's Special Edit) |
| 11. Allein                     | 11. 1983 (Eric Prydz Remix)  | 11. M.S.B.O.Y                  |
| 12. You (Interlude)            | 12. The Gift                 | 12. Mirage                     |
| 13. Pjanoo (Eric's Intro Edit) |                              |                                |
| 14. Tijuana (Bonus Track)      |                              |                                |

- Eric Prydz presents PRYDA 10

(Продуцентска кућа: Pryda Recordings)
| VOL. I (6. јул 2015) | VOL. II (10. август 2015) | VOL. III (21. септембар 2015) |
| 1. Rebel XX          | 1. Welcome To My House    | 1. One Day                    |
| 2. Run               | 2. Annexet                | 2. SOL                        |
| 3. Loving You        | 3. Clapham                | 3. Bussen                     |
| 4. Neuron            | 4. Snaz                   | 4. Border Control             |
|                      | 5. Rush                   | 5. Bytatag                    |
|                      | 6. T.I.D                  | 6. INOX                       |
|                      |                           | 7. Crossings                  |
|                      |                           | 8. Seadweller                 |
|                      |                           | 9. The Truth                  |
|                      |                           | 10. Arpe                      |
|                      |                           | 11. Frost                     |
|                      |                           | 12. Night Breed               |

- Opus

(Издато: 5. фебруар 2016. / Продуцентска кућа: Virgin EMI)
| Disc 1                          | Disc 2                      |
| 01. Liam                        | 01. Sunset At Cafe Mambo    |
| 02. Black Dyce                  | 02. Breathe (ft. Rob Swire) |
| 03. Collider                    | 03. Generate                |
| 04. Som Sas                     | 04. Oddity                  |
| 05. Last Dragon                 | 05. Mija (Re-Scored)        |
| 06. Moody Mondays (ft. The Cut) | 06. Every Day               |
| 07. Floj                        | 07. Liberate                |
| 08. Trubble                     | 08. The Matrix              |
| 09. Klepht                      | 09. Opus                    |
| 10. Eclipse                     |                             |

### Сингл издања
- (2004) Call On Me
- (2005) Woz Not Woz
- (2006) Proper Education
- (2008) Pjanoo
- (2011) Niton (The Reason)
- (2012) Every Day
- (2014) Liberate
- (2015) Tether [Eric Prydz vs. CHVRCHES]
- (2015) Generate
- (2015) Opus

### Остале песме на музичким листама
- (2012) SW4
- (2012) Allein

### Pryda
2004
- "Human Behaviour" / "Lesson One"
- "Spooks" / "Do It"

2005
- "Nile" / "Sucker DJ"
- "Aftermath" / "The Gift"

2006
- "Remember" / "Frankfurt"

2007
- "Genesis"
- "RYMD" / "Armed"
- "Ironman" / "Madderferrys"
- "Muranyi" / "Balaton"
- "Europa" / "Odyssey"

2008
- "Pjanoo" / "F12"
- "Evouh" / "Wakanpi" / "Rakfunk"

2009
- "Animal" / "Miami To Atlanta" / "Loaded"
- "Melo" / "Lift" / "Reeperbahn"
- "Waves" / "Alfon"

2010
- "Inspiration" / "RYMD 2010"
- "Emos" / "Viro"
- "M.S.B.O.Y." / "The End"
- "Niton" / "Vega"
- "Illusions" / "Glimma"

2011
- "Mirage" / "Juletider" / "With Me"
- "2Night"

2012
- "Bergen" / "Recomondos"

2013
- "Power Drive"
- "Layers" / "Rotonda"
- "Lycka" / "F.A.T."

2014
- "Mija" / "Origins" / "Backdraft" / "Axis"

2015
- "Rebel XX" / "Run" / "Loving You" / "Neuron" [PRYDA 10 Vol. I]
- "Welcome To My House" / "Annexet" / "Clapham" / "Snaz" / "Rush" / "T.I.D" [PRYDA 10 Vol. II]
- "One Day" / "SOL" / "Bussen" / "Border Control" / "Bytatag" / "INOX" / "Crossings" / "Seadweller" / "The Truth" / "Arpe" / "Frost" / "Night Breed" [PRYDA 10 Vol. III]

2016
- "Choo" / "The Future" / "The End Is Just The Beginning"
- "Lillo"

2017
- "Stay With Me"

2018
- "Elements" / "Obsessive Progressive" / "The HoaX" / "Project L.O.V.E"

2019
- "Illumination" / "Moln" / "Warrior" / "Linked" / "Dawn" / "New Eras" [PRYDA 15 Vol. I]
- "Sonar" / "From Within" / "The Riddle" / "Humlan" / "Legacy" / "Villa Mercedes" / "Hiidden" / "The Drive" [PRYDA 15 Vol. II]
- "Terminal 5" / "Big Boss" / "Igen" / "Tromb" / "Equinox" / "Joyous" / "The Beginning" / "Bus 605" / "The Escort"/ "Star Bugs" / "Evolution" / "Project Prayer" / "Exchange Finale" [PRYDA 15 Vol. III]

### Cirez D
2003
- "Diamond Girl" / "It's Over" / "W-Dizco"

2004
- "Control Freak" / "Hoodpecker"
- "Deep Inside"

2005
- "Knockout" / "Lost Love"
- "Re-Match" / "B-Boy"
- "Teaser" / "Lollipop"

2006
- "Punch Drunk" / "Copyrat"
- "Mouseville Theme"

2007
- "Horizons" / "Tigerstyle"

2008
- "Läget?"
- "Stockholm Marathon" / "The Journey"

2009
- "The Tunnel" / "Raptor"
- "On/Off" / "Fast Forward"

2010
- "Glow"
- "Bauerpost" / "Glow (In the Dark Dub)"
- "The Tumble" / "EXIT"

2011
- "Full Stop"
- "Tomorrow" / "Sirtos Madness" [Cirez D & Acki Kokotos]
- "Mokba"

2013
- "Thunderstuck" / "Drums in the Deep"

2014
- "Accents" / "Revolution"
- "Ruby"

2015
- "Voided" / "On Top Baby" / "Chaos" / "Deep Inside 04 Remix" / "Rise" [Cirez D Vol. D]

2016
- "In The Reds" / "Century Of The Mouse"
- "Backlash" / "The Tournament"

2017
- "The Accuser"

2018
- "Dare U" / "The Glitch" / "Black Hole"

2020
- "Valborg" / "The Raid"

### Tonja Holma
2017
- "Trippleton" / "Spanish Delight" / "Loco" / "Global"

### Sheridan
2002
- "Sunlight Dancing" / "Know Your Instrument" / "Freak Show"
- "Wants Vs Needs"

2003
- "High On You" / "High On You (High On Piano Mix)"

2006
- "Fatz Theme" / "Flycker"
- "Deep Flavour" (& Marcus Stork)

### Moo
2002
- "Seashells"

2003
- "Jonico (Mediterranean Mix)" (& Luciano Ingrosso)
- "Sunset At Key West"

### AxEr
2006
- "123" / "321" (& Axwell)

### A&P Project
2003
- "Sunrize (feat. Zemya Hamilton)" (& Steve Angello)

### The Dukes of Sluca
2002
- "Don't Stop" / "Steam Machine" / "Always Searching" (& Andreas Postl)

2003
- "Mighty Love (vs. Apollo)" (& Andreas Postl)

### Groove System
2001
- "Vacuum Cleaner" / "Chord Funk" (& Marcus Stork)

### Hardform
2003
- "Dirty Souls" / "Fear Tha Pimps" / "Back to the Groove" (& Marcus Stork)

### Tonja Holma
2007
- "Gemo" (необјављена)

2012
- "Bern" (необјављена)

2017
- "Trippleton" / "Spanish Delight" / "Loco" / "Global"

### Fiol Lasse
2009
- "Svedala"

### Ремикси
2002
- "Outfunk – Echo Vibes (Eric Prydz Remix)"
- "Star Alliance – PVC (Eric Prydz Remix)"
- "Par-T-One – I'm So Crazy (Eric Prydz Remix)"

2003
- "Harry's Afro Hut – C'mon Lady (Eric Prydz Remix)"
- "Outfunk – Lost in Music (Eric Prydz Remix)"
- "Steve Angello – Voices (Eric Prydz Remix)"
- "Snap! vs. Motivo – The Power (Of Bhangra) (Eric Prydz Remix)"
- "M Factor – Come Together (Eric Prydz Remix)"
- "The Attic – Destiny (Eric Prydz Remix)"
- "Futureshock – Pride's Paranoia (Eric Prydz Remix)"
- "Oliver Lieb & Shakeman Presents: Smoked – Metropolis (Eric Prydz Remix)"
- "Pet Shop Boys – Miracles (Eric Prydz Remix)"
- "Aloud – Sex & Sun (Eric Prydz Remix)"

2004
- "Duran Duran – (Reach Up For The) Sunrise (Eric Prydz Remix)"
- "The Shapeshifters – Lola's Theme (Eric Prydz Remix)"
- "Mutiny vs. Lorraine Cato – Holding On (Eric Prydz Remix)"
- "Alter Ego – Rocker (Eric Prydz Remix)"

2005
- "Axwell - Feel The Vibe (Eric Prydz Remix)"
- "Howard Jones – And Do You Feel Scared? (Eric Prydz Remix)"
- "Eric Prydz & Adeva – In & Out (Eric Prydz Remix)"

2006
- "Double 99 - R.I.P. Groove (Cirez D Remix)"
- "Switch – A Bit Patchy (Eric Prydz Remix)"
- "Paolo Mojo – 1983 (Eric Prydz Remix)"
- "Michael Jackson – Thriller (Eric Prydz Remix)"
- "Duran Duran – Nice (Eric Prydz Remix)"
- "Inner City – Good Life (Eric Prydz Summer 2006 Edit)"

2007
- "Sven Väth – The Beauty & The Beast (Eric Prydz Re-edit)"

2008
- "Jim Rivers & Paolo Mojo – Ron Hardy Said (Eric Prydz Remix)"
- "Christian Smith & John Selway - Total Departure (Cirez D Remix)"

2009
- "Sébastien Léger – The People (Eric Prydz Remix)"
- "Calvin Harris – Flashback (Eric Prydz Remix)"

2010
- "Faithless - Not Going Home (Eric Prydz Remix)"
- "Felix Da Housecat - Thee Anthem (Eric Prydz Remix)"

2011
- "Eric Prydz feat. Jan Burton - Niton (The Reason) (Pryda '82' Mix)"
- "Depeche Mode - Never Let Me Down Again (Eric Prydz Remix)"
- "Depeche Mode - Personal Jesus (Eric Prydz Remix)"
- "Digitalism - Circles (Eric Prydz Remix)"
- "Guy J & Henry Saiz - Meridian (Pryda Remix)"

2012
- "M83 - Midnight City (Eric Prydz Private Remix)"

2014
- "deadmau5 - The Veldt feat. Chris James (deadmau5 vs Eric Prydz Edit)"

2015
- "Eric Prydz vs. CHVRCHES - Tether (Arena Mix)"

2017
- "Cirez D - On Off (Pryda Remix)"